# Pierre de Caen

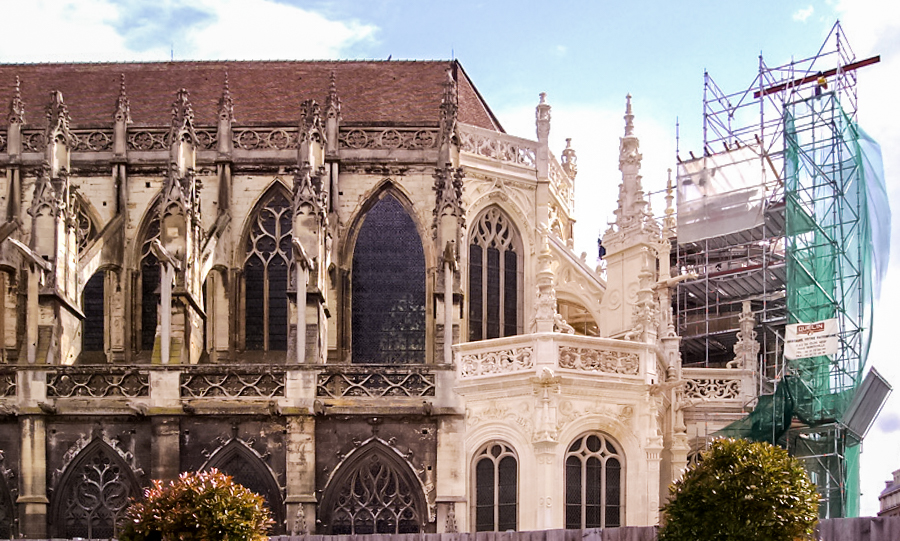
La restauration de l'église Saint-Pierre de Caen permet de dévoiler la couleur originelle de la pierre de Caen.

La pierre de Caen est un calcaire extrait de la formation du calcaire de Caen dans la région de Caen (Calvados) et est employée à grande échelle depuis le XIe siècle.

## Formation
La formation géologique du calcaire de Caen de la plaine de Caen s'est déposée pendant le Jurassique moyen, lors de l'avancée maximale de la mer, à l'étage Bathonien, il y a environ 167 Ma (millions d'années). Ce calcaire s'est formé dans une mer peu profonde à proximité d'un rivage (environnement de type mangrove), à partir de fins fragments coquilliers, cimentés par une boue carbonatée (menus débris organiques cimentés par de la calcite microcristalline). C'est une pierre mi-dure, à la teinte jaunâtre clair qui peut devenir blanche superficiellement par exposition à l'air. Son domaine est limité à l'ouest et au sud par le massif armoricain. La structure de la pierre de Caen, dans ses gisements tirés des étages inférieurs, est crayeuse et fine, ce qui permet un travail de sculpture facile mais la rend, par contre, vulnérable à l'érosion. Il est aussi connu pour les fossiles de dinosaures qu'il renferme.

## Gisements

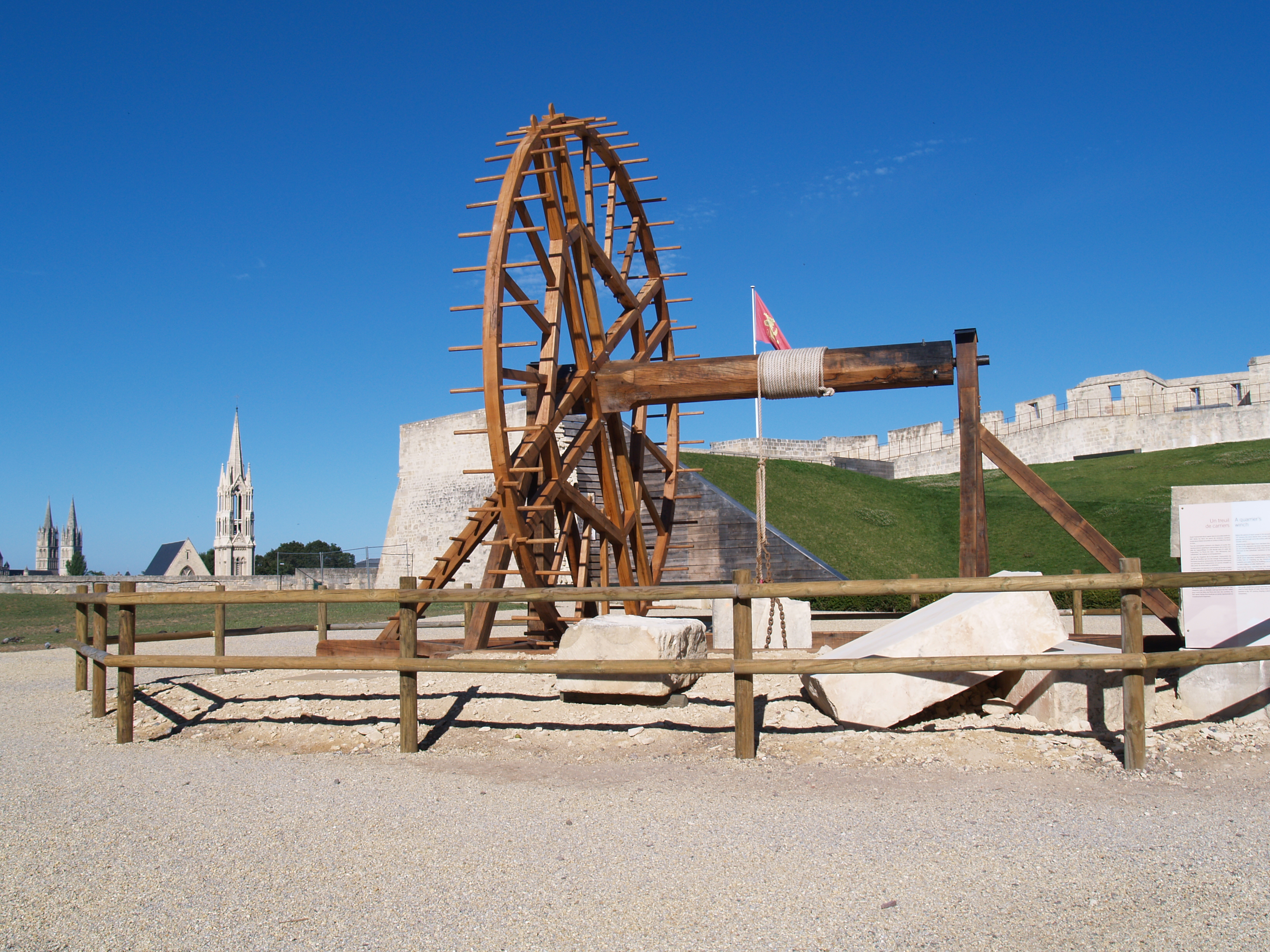
Treuil servant à remonter les blocs de pierre exposé à l'occasion de l'exposition La Pierre de Caen des dinosaures aux cathédrales

Ils se situent sur les communes de Caen, Mondeville, Bretteville-sur-Odon, Carpiquet, Fleury-sur-Orne et Cintheaux. Les premiers gisements de pierre de Caen étaient facilement accessibles, car situés dans les coteaux en gradins entourant la plaine alluviale où fut construite la ville de Caen, ainsi qu'aux abords immédiats de la cité. Certaines anciennes carrières à ciel ouvert sont encore visibles aujourd'hui dans l'agglomération même, comme autour du château et de l'université. Des noms de rues en rappellent également le souvenir : rue des carrières Saint-Julien et rue des carrières de Vaucelles. À l'ouest de l'agglomération et à quinze mètres de profondeur, les anciennes carrières de la Maladrerie se trouvent aujourd'hui sous de nouveaux quartiers d'immeuble. Pour consolider les terrains sous le boulevard Pompidou, 200 piliers de consolidation en béton ont dû être coulés. Par contre, pour les constructions du quartier Beaulieu, les piliers existants de la carrière ont pu supporter les charges des petits immeubles. En 2010, un écheveau de 80 ha de galeries court sous la ville de Caen.
Afin de répondre aux besoins actuels, une carrière a été remise en exploitation en 2004, à Cintheaux, au sud de Caen. Depuis sa réouverture, la carrière de 30 ha, qui emploie six personnes, a extrait plus de 1 500 m3, par la technique du sciage, dans un filon situé à environ dix mètres en dessous du sol. La pierre est vendue aux entreprises travaillant pour des chantiers de restauration mais également sur le marché privé pour le placage d’immeubles en région parisienne ou aux États-Unis. La carrière est également à même de répondre aux besoins de restauration des monuments anglais.
La qualité des gisements est variable, les plus mauvais se révélant cassables ou friables. Le problème qui s'est posé lors de la réouverture de carrières permettant la construction des façades du Mémorial de Caen, par exemple, a été de retrouver la compétence perdue des anciens carriers, qui savaient choisir la pierre à utiliser.
De juin 2010 à janvier 2011, une grande exposition temporaire lui a été consacrée au Musée de Normandie.

## Histoire
Les gisements de surface ont été exploités dès la période gallo-romaine. Des traces de cette utilisation ont été découvertes par les archéologues : sarcophages gallo-romains et statues d'églises de la plaine de Caen, empierrements des voies de communication placées sous la couche de pavage et l'isolant du sol humide, calage de poteaux, fondations des maisons du Vicus et de la Cella, petit temple dont la couche inférieure, faite de pierres sèches et de pierres taillées pour son enceinte, est encore visible près de l'abbaye aux Hommes.
Après 1066, des bateaux empruntent l'Orne pour apporter dans l'Angleterre conquise les pierres extraites à Caen et Ranville, qui servent à édifier de nombreux bâtiments, abbayes et églises, et tout « édifice prestigieux destiné à impressionner » selon l'historien David Bates.
Pendant la bataille de Caen, en juin 1944, les carrières souterraines de Caen et des alentours (Fleury, Mondeville, Colombelles) ont abrité la population, ce qui permit de protéger de nombreux habitants des bombardements et des combats.
Les carrières de Caen ont cessé leur activité au début des années 1960, concurrencées par la pierre calcaire de l'Oise, préférée à cause de son coût inférieur, puis par le béton.
En 1986, la carrière de La Maladrerie, quartier de Caen le plus à l'ouest, a été rouverte et 2 000 m3 de pierre ont été retirés, dont 800 m3 pour le Mémorial de Caen.
C'est le 2 juin 2003 que le conseil municipal de Caen a adopté la convention liant la ville à la nouvelle carrière de Cintheaux. L'arrêté préfectoral autorisant l'exploitation date du 5 janvier 2004, pour une production annuelle maximale de 9 000 tonnes.
Les carrières du quartier de La Maladrerie font l'objet de visites guidées exceptionnelles à l'occasion de l'exposition consacrée à la Pierre de Caen au musée de Normandie.

## Utilisation
La pierre de Caen a longtemps joui d’une renommée non seulement nationale, mais aussi internationale. De nombreux édifices sont ainsi construits avec ce calcaire. En voici une liste significative :

### En France
- À Caen
  - Abbaye aux Hommes (hôtel de ville)
  - Abbaye aux Dames (conseil régional de Normandie)
  - Les églises de Caen, notamment l'église Saint-Pierre
  - Mémorial
  - Le château
  - Les hôtels particuliers depuis le début du XVIe siècle
  - Les immeubles de la Reconstruction
  - Église du Sacré Cœur de la Guérinière
  - Église Notre-Dame de la Grâce de Dieu (Pan de mur derrière l'autel)
  - Église Sainte-Thérèse (Pan de mur derrière l'autel)
  - Immeubles du quartier de la Guérinière

- En Normandie
  - Abbatiale de la Trinité de Fécamp
  - Château de Fontaine-Henry
  - Église de Saint-Jacques de Dieppe
  - Prieuré de Graville
  - Cathédrale Notre-Dame du Havre (sauf sa tour en pierre de Vernon)
  - Église Saint-Ouen de Pont-Audemer
  - Nef et chœur de l'église abbatiale de Notre-Dame de Bernay
  - Les clouaisons du chœur avec leurs balustres, piliers, corniches, et autres ornements de l'église abbatiale de l'Abbaye Saint-Michel du Tréport (détruite).
  - Écoinçons et arcades du cloître de l'abbaye du Mont-Saint-Michel
  - Église Notre-Dame de la Plaine à Ifs Plaine

- En Bretagne
  - Palais du commerce de Rennes
  - Église de Saint-Pol-de-Léon
  - Abbaye de Beauport
  - Tour Hastings de la cathédrale Saint-Tugdual de Tréguier
  - L'église Saint-Pierre de Pleurtuit dont l'intérieur est illuminé par la pierre de Caen qui contraste avec l'enveloppe extérieure plus sombre en granit.

### À l'étranger
- Au Royaume-Uni
  - Tour de Londres (89 200 parpaings livrés par 75 bateaux en 1278[11])
  - Tower Bridge de Londres
  - Cathédrale Saint-Paul de Londres
  - Abbaye de Westminster
  - Cathédrale de Canterbury
  - Château d'Oxford
  - Cathédrale de Durham
  - Cathédrale de Rochester
  - Cathédrale de Chichester
  - Cathédrale catholique de Norwich
  - Palais de Buckingham
  - Collège d'Eton

- En Belgique
  - Palais royal de Bruxelles

- En Allemagne
  - Cathédrale de Cologne (éléments de décor)

- Aux États-Unis
  - Cathédrale Saint-Patrick de New York
  - Éléments de décoration intérieure de buildings (ex. : cheminée de la douane de New York).
  - Cathédrale nationale de Washington (maître-autel)
  - Cathédrale Saint-Andrew d'Honolulu[12]

- Au Canada
  - Atrium de l'Osgoode Hall[13]